# Шанац
Шанац (енгл. sconce) или шарампов је тип пољског утврђења намењен као дефанзивно борбено средство. Шанчеви су први пут коришћени током средњег века. Свој врхунац достижу током 19. века, а избацују се из употребе током Првог светског рата. Шанчеве не треба мешати са јарком, који је ров око замка, јер је шанац комплекснији земљани рад од рова или јарка, а јарак може бити део шанчеве одбране.

## Изглед, улога и карактеристике
Шанчеви или шарампови су тип пољског утврђења, направљених од земље. Постоје отворени и затворени типови шанчева. Кроз историју многих земаља одиграли су битне улоге током битака, где су имали примену као дефанзивна средства у циљу заустављања противничке војске и наношења штете. Шанчеви су масовно почели да се користе у доба, када је ватрено оружје попут пушака и топова ушло у масовну употрeбу.
Главни задатак и намена шанца јесте да пружи заклон пешадији која користи пушчану паљбу или артиљерији.
Шанчеви су углавном пре битака подизани на важним стратегијским положајима, куда би пролазиле противничке армије, најчешће путеви.
Подизани су такође на локацијама повољним за посаду шанчева, као што су брда, на којима је непријатељ имао потешкоћа да нападне.
По облику шанчеви су могли бити квадратног, правоугаоног, звездастог, троугластог, петоугаоног или неправилног облика, у зависности од терена који је диктирао какав ће облик шанца бити.
Од елемената најбитнији елемент шанца био је земљани насип звани грудобран, који је чинио зид шанца. Руски инжењер Грамберг, који је током Првог српског устанка обилазио устаничке шанчеве и утврђења, рекао је :„Профил шанчева састојао се од грудобрана од кошева напуњених земљом, висине 6-7 стопа(једна стопа износи 30,48 cm). Поред грудобрана, шанчеви су имали има заштитну ограду од палисади на грудобрану, који су били побијени под углом од 90 степени, са шиљцима нагоре, затим ровове око грудобрана (због чега лаици мисле да је шанац ров или јарак), затим капије за улазак и излазак посаде.
Неки шанчеви попут Мишарског и Делиградског шанца су у склопу елемената имали и топовске бастионе са таблама на које би устаници постављали артиљерију са којом би заједно са пушчаном паљбом дејствовали по турској коњици и пешадији.

## Шанчеви током Првог и Другог српског устанка
Устаничке вође током Првог српског устанка и Другог српског устанка, подучени искуством из Кочине крајине у којој су многи служили, изабрали су шанчеве као главно оружје у борби против турских војски, како би турску бројчану надмоћ умањили овим тада модерним средством одбране. Увођење шанчева и организованог дејства плотунском пушчаном ватром и артиљеријом по непријатељу било је у супротности са већ вишевековном праксом хајдучких бораца да у борби са Турцима изврше препад на Турке и после краће борбе побегну. На овај начин су устаници бирали организовану борбу каква је била пракса у Аустријској војсци. Сама реч шанац, води порекло од немачке речи schanze, коју су Устаници научили у служби у Аустријским фрајкорима.
Од 1805 до краја Другог српског устанка 1815 и задње битке код Дубља, шанчеви су у свим биткама играли важну улогу, помажући српској устаничкој војсци да извојује многе важне битке. Најпознатији шанчеви били су Мишарски шанац и Делиград. Интересантно је да су и у првој бици (бој на Свилеуви) и у задњој (бој на Дубљу) Турци били ти који су користили шанац, а Срби вршили напад на шанац.

## Описи најчувенијих шанчева
Први шанац који је подигнут био је у Свилеуви уочи боја. Вук Караџић пише да га је дигао Јаков Ненадовић, да је био мали, заграђен прошћем тек као обор. Турци су га заузели и из њега се борили са Србима. У боју на Иванковцу, схвативши да раштркане јединице Срба не могу да се ефикасно боре против Турака, два дана пре боја на предлог Петра Добрњца Срби дижу три елипсоидна шанца и два квадратна редута. По остацима шанчева и редута, шанчеви су имали плитак грудобран од земље око пола метра висине и ров, а по грудобрану су биле намештене високе зашиљене палисаде од скоро 2 метра усправно са размаком за мању од пола метра. Редути су били квадратасти и имали су само земљани грудобран. У боју на Мишару, Карађорђе диже велики, четвороугаони шанац са странама од 150 до 160 корака. Шанац је имао три топовске табле квадратног облика(бастион), један редан(троугласти бастион) угнуту северну страну, ров дубок 1,1 метар при врху, земљани грудобран, зашиљене палисаде под углом од 90 степени са пушкарницама и унутрашња страна грудобрана је била обложена плетивом. Шанац је задњи обишао 1848 Јанко Шафарик и детаљно га описао. Делиград је био комплекса шанчева између Алексинца и Ражња. Највеће утврђење било је неправилног правоуглог троугла, са бастионима на којима су били топови скинути са Смедеревске тврђаве. Имао је грудобран и палисаде. Градио га је инжењер Вуча Жикић. Данас је од Делиграда остао само мали сегмент са грудобраном високим око два метра и дебелим палисадима. Чегарски шанац је описао генерал академик војске Краљевина Србије генерал Јован Мишковић. Обишавши остатке згаришта не брду Чегар од експлозије после боја, Мишковић је приметио облик правоугаоника. Лознички шанац из боја на Лозници је најбоље очуван шанац. Има облик неправилног квадрата са топовским бастионима реданима и подигнут је на високом, а малом брду. Равањски шанац из боја на Равњу је био огромних димензија од запањујућих 500 корака, био је попут праве линије, имао је грудобран, палисаде и ровове пуне воде и затварао је пролаз између Саве и Засавице. У боју на Љубићу подигнуто је више шанчева отвореног и затвореног типа. Углавном су то били затворени четвороугаони шанчеви са палисадима и отворени грудобрани облика вијугаве линије са палисадима. Милош Обреновић наводи да су на брду подигнути „шанчићи од прошћа, прућа и грања за заклонити се”Поред три на брду, подигнуто је четири у подножју брда крај реке Мораве. Вук Караџић наводи два шанца, доњи четвороугаони шанац Јована Добраче који је био добро саграђен и горњи слабије грађен Танаска Рајића са артиљеријом. Детаљне описе као и за Чегарски шанац дао је генерал Јован Мишковић. Опис шанца у боју на Дубљу није напоменут у стручној литератури. Напомиње се да је имао грудобран од земље и да је био заравњен прошћем доплетеним прућем. Богдан Секендек наводи да је шанац био облика квадрата са троје врата и две топовске табле за лакет топове, што може да одговара будући да је дубљански шанац подигнут у равници у пољани попа Машића, и да се у таквом случају шанчеви граде по правилу контроле четири стране поља. Алекса Антић у својој књизи Мачва наводи да од Дубљанског шанца није остало ништа осим угла четвоространог редута. Једини поуздан податак који се наводи у случају дубљанског шанца је да је једна страна била несигурна, па су Турци окружили ту страну полукружним јарком ограђеним прошћем.

## Макете шанчева
Музеј Мишарске битке на Мишару код Шапца поседује макету терена боја, са шанцем и објашњењима позиција војски током битке. Историјски музеј поседује макету Делиградског шанца са топовима коју углавном приказују током јубиларних годишњица битака. Макета Чегарског шанца се налази у музеју у Нишу. Макета Лозничког шанца са топовима и фигурама се налази у сталној поставци музеја у Лозници.

## Шанчеви у популарној култури
Устанички шанчеви са палисадима приказани су у филму Песма са Кумбаре и серији Вук Караџић. У наведеним серијама и филмовима су приказани шанац из опсаде Београда 1806, Чегарски шанац, шанац боја код Свилеуве, шанац из боја на Равњу.

## Галерија
- Елементи шанца
- Илустрација шанца
- Шанчеви у боју на Иванковцу
- Грађа Иванковачких шанчева
- Остатци палисада шанчева из боја на Иванковцу
- Редути боја на Иванковцу
- Фронтални погледа Делиградског утврђења
- Остатци шанчева делиградског утврђења
- Шанац боја на Мишару
- Мишарски шанац 3Д приказ
- Макета Мишарског шанца
- Грађа Мишарског шанца дијаграм
- Топовска табла каkву је имао Мишарски шанац
- Макета шанца
- Макета Чегарског шанца
- Варварински шанац
- Грудобран четвоространог шанца који окружује Кулу Ненадовића у Ваљеву
- Макета Лозничког шанца
- Лознички шанац
- Шанац из боја на Равњу
- Шанчеви боја на Љубићу
- Бој на Љубићу дијаграм српских позиција
- Реконструкција сегмента устаничког шанца код Карађорђевих бунара на Мишару
- Реконструкција палисада шанца из боја на Чегру
- Остатак грудобрана лозничког шанца
- Toповска табла лозничког шанца
- Реконструкција шанца из боја на Равњу